# Radolivka, Prîmorsk
Radolivka (în ucraineană Радолівка) este un sat în comuna Hiunivka din raionul Prîmorsk, regiunea Zaporijjea, Ucraina.

## Demografie
Componența lingvistică a localității Radolivka
     Rusă (55,04%)
     Bulgară (31,2%)
     Ucraineană (13,27%)
     Alte limbi (0,49%)
Conform recensământului din 2001, majoritatea populației localității Radolivka era vorbitoare de rusă (55,04%), existând în minoritate și vorbitori de bulgară (31,2%) și ucraineană (13,27%).